# Surbahar
Il surbahar (Urdu: سربہار;Hindi: सुर बहार) è uno strumento a corda della musica classica indostana del Nord dell'India.
È in relazione con più noto sitar ma ha toni più bassi.
Le corde di solito sono venti, sette superiori più tredici di risonanza. Dietro alla parte superiore del manico vi è spesso una seconda cassa armonica di legno, oppure ricavata da una zucca. Il manico nella parte superiore ha incisioni ornamentali, come teste di animali o di draghi.